# Viktor Kraemer senior

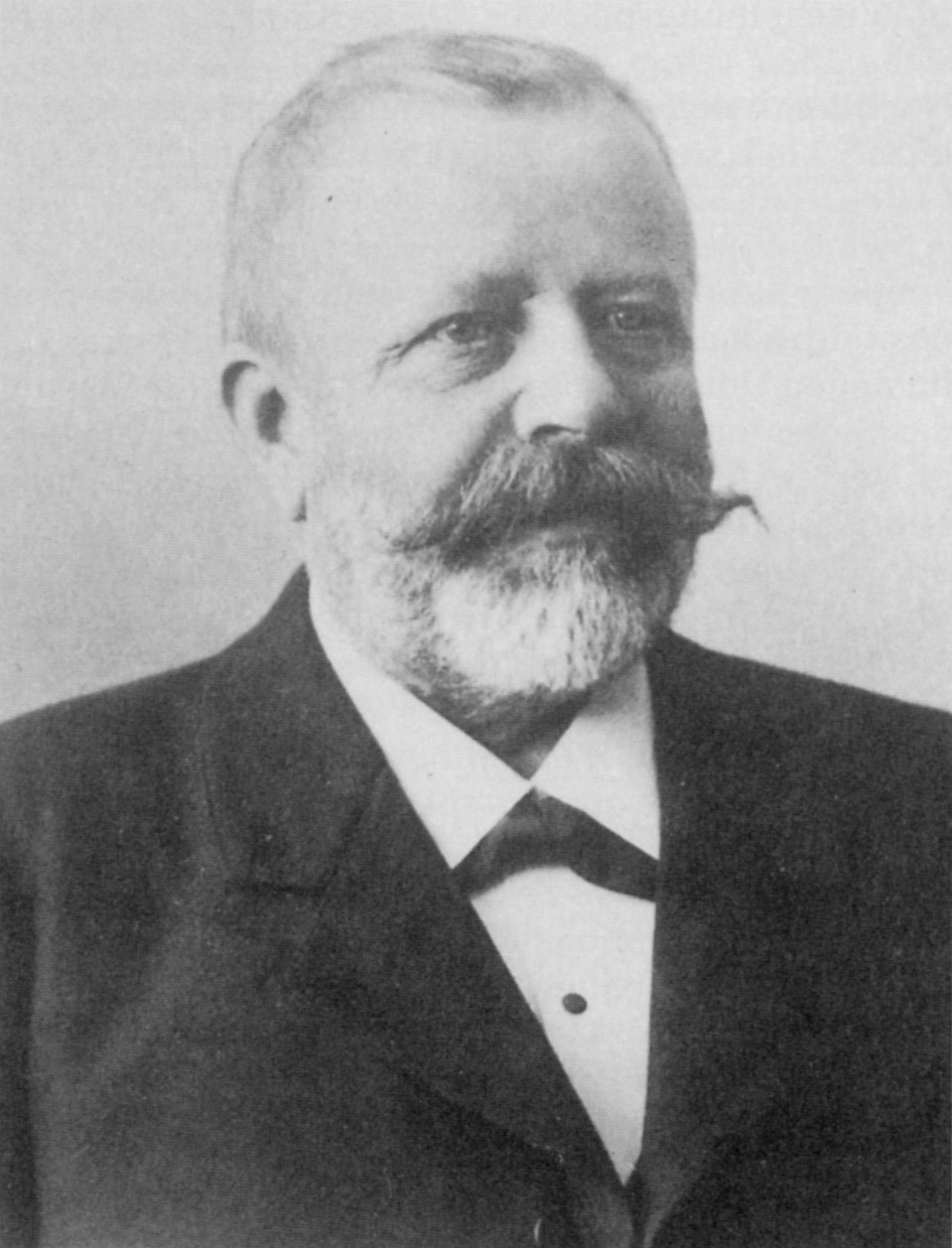
Viktor Kraemer

Viktor Kraemer senior (auch Victor August Kraemer, * 1. Juni 1840 in Rudersberg; † 4. November 1911 in Heilbronn) war ein Verleger in Heilbronn.

## Leben
Kraemer entstammte einer kinderreichen Müllersfamilie. Wie mehrere seiner Schwestern wollte er in jungen Jahren nach Amerika auswandern, entschied sich dann aber doch in letzter Minute für eine kaufmännische Lehre im Betrieb eines Schwagers in Stuttgart. 1870 kam er nach Heilbronn. In der sich im 19. Jahrhundert zu einer der bedeutendsten Industriestädte im Südwesten entwickelnden Stadt gründete er zusammen mit seinem Schwager Ernst Wilhelm Flammer senior die Harzproduktenfabrik Kraemer & Flammer. 1876 heiratete er Lina Frank, die Tochter eines Brauereibesitzers. 1885 schied Kraemer aus der Harzproduktenfabrik aus. Diese erlangte später als Flammer Seifenwerke mit Seife und Waschpulver überregionale Bekanntheit.
Kraemer plante 1885 zunächst die Übernahme der Stuttgarter Firma eines verunglückten weiteren Schwagers, blieb dann aber doch in Heilbronn und trat als Teilhaber in die von Carl Schell gegründete Druckerei ein, die seit 1861 die Neckar-Zeitung herausgab. Kraemer widmete sich dort insbesondere dem Verlagsgeschäft. 1887 erwarben Kraemer und Schell den Heilbronner General-Anzeiger. 1898 erwarb Kraemer für knapp eine Million Mark den gesamten Verlag. Schon 1899 ließ er die Verlagsgebäude bedeutend erweitern. 1901 erwarb er auch die Weinsberger Zeitung.
1902 berief Kraemer, der der Deutschen Partei angehörte, den erst 27-jährigen Ernst Jäckh zum Chefredakteur der Neckar-Zeitung. Die Zeitung bezeichnete sich selbst als „parteifrei“, setzte sich aber für nationalsoziale und liberal-demokratische Ziele ein. Mit Chefredakteur Jäckh gestaltete Kraemer die Zeitung zu einer überregional beachteten, politischen Tageszeitung um, deren Auflage von 1902 bis 1912 von 14.000 auf 20.000 Exemplare anwuchs. Kraemer zählte außerdem zu den größten Darlehensgebern für den 1911 bis 1913 erfolgten Bau des ersten Heilbronner Stadttheaters.
Viktor Kraemer war verheiratet mit Lina, geb. Frank (1857–1914), mit der er sieben Kinder hatte. 1880 erwarb er als Familiensitz ein Anwesen mit 13 Zimmern und 21 Ar Gartengrund in der Bismarckstraße 22. Bereits 1890 ließ er das Haus mit einer elektrischen Klingel, 1900 mit Telefonanschluss und 1905 mit elektrischer Beleuchtung ausrüsten. 
Nachdem Kraemer im Jahr 1902 einen Schlaganfall erlitten hatte, trat sein gleichnamiger Sohn Viktor Kraemer junior (1881–1937) in die Verlagsleitung ein. Nach dem Tod des älteren Viktor Kraemer 1911 gehörte auch dessen Witwe Lina bis zu ihrem Unfalltod 1914 der Verlagsleitung an. 

## Würdigung
1985 benannte die Stadt Heilbronn die Kraemerstraße nach Viktor Kraemer senior und seinem Sohn, dem blinden Gelehrten Rudolf Kraemer (1885–1945).